# Коулман, Гэри
Гэри Уэйн Коулман (англ. Gary Wayne Coleman; 8 февраля 1968 — 28 мая 2010) — американский актёр, наиболее известный по роли Арнольда Джексона в ситкоме «Различные ходы» и озвучиванию компьютерной игры Postal 2.

## Биография
Гэри Коулман родился в Зайоне, Иллинойс, и рос в семье приёмных родителей Эдмонии Сью и Вилли Коулмана. С детства Гэри страдал заболеванием почек, из-за чего рано перестал расти и был небольшого роста — 1,42 м. Он дважды переносил трансплантацию почки — в 1973 году и в 1984 году. Также ему необходим был ежедневный диализ.
В начале своей актёрской карьеры Коулман снялся в таких сериалах, как «Джефферсоны» и «Добрые времена». Однако наибольшую известность принесла ему роль Арнольда Джексона в ситкоме «Различные ходы», трансляция которого осуществлялась с 1978 по 1985 год на канале NBC и с 1985 по 1986 год — на ABC. В сериале он играл одного из двух братьев-афроамериканцев, усыновлённых богатым белым вдовцом. На пике своей популярности Коулман получал 70 тысяч долларов за эпизод.
В 1980-е годы Коулман снялся в ряде новых телесериалов, а также принимал участие в создании мультсериала «Шоу Гэри Коулмана».
В 1989 году Коулман подал иск против своих родителей и бывшего менеджера, которых обвинял в незаконном присвоении 3,8 миллиона долларов. В 1993 году он смог отсудить 1,28 миллиона долларов. Однако в 1999 году он был признан несостоятельным. Коулман вынужден был работать охранником в магазине.
В 1993 году в одном из своих интервью он признался, что дважды пытался покончить жизнь самоубийством путём передозировки таблетками.
В 2003 году Коулман баллотировался на пост губернатора Калифорнии, заняв в итоге 8-е место из 135 и получив 14 242 голоса. В 2003 году он был спародирован в популярном мюзикле «Авеню Кью», удостоенном в 2004 году премии «Тони». Также в 2003 году изобразил и озвучил самого себя в компьютерной игре Postal 2. В 2005 году аудиторией телеканала VH1 был составлен топ детей-знаменитостей, в котором Коулман занял первое место.
В августе 2007 он женился на Шеннон Прайс, с которой встретился на съёмках фильма «Церковный баскетбол», однако через год развёлся.
26 мая 2010 года Коулман был госпитализирован в одну из больниц штата Юта с серьёзной травмой головы. Через два дня, 28 мая 2010 года, он скончался от кровоизлияния в мозг.

## Избранная фильмография
| Год       |    | Русское название       | Оригинальное название           | Роль                                    |
| --------- | -- | ---------------------- | ------------------------------- | --------------------------------------- |
| 1978      | с  | Джефферсоны            | The Jeffersons                  | Реймонд Джефферсон                      |
| 1979—1980 | с  | Бак Роджерс в XXV веке | Buck Rogers in the 25th Century | Хайеронимус Фокс                        |
| 1985      | с  | Удивительные истории   | Amazing Stories                 | Арнольд Джексон                         |
| 1990      | с  | 227                    | 227                             | Отис Пи Бигг                            |
| 1994—1996 | с  | Женаты… с детьми       | Married… with Children          | преподобный / инспектор по недвижимости |
| 1995      | с  | Несчастливы вместе     | Unhappily Ever After            | Дьявол                                  |
| 1996      | с  | Принц из Беверли-Хиллз | The Fresh Prince of Bel-Air     | Арнольд Джексон-Драммонд                |
| 1997      | ки | —                      | The Curse of Monkey Island      | Кенни Фалмаут                           |
| 1999—2001 | мс | Симпсоны               | The Simpsons                    | в роли самого себя                      |
| 2001      | с  | Моя жена и дети        | My Wife and Kids                | в роли самого себя                      |
| 2004      | с  | Дрейк и Джош           | Drake & Josh                    | в роли самого себя                      |
| 2006      | мс | Команда нашего двора   | Codename: Kids Next Door        | Энди Ле Бо                              |
| 2008      | ф  | Великий Бак Ховард     | The Great Buck Howard           | в роли самого себя                      |
| 2008      | ф  | Американская сказка    | An American Carol               | Бейкон Стейнс Малоун                    |
| 2010      | мс | Робоцып                | Robot Chicken                   | разные персонажи                        |